# サッカースコーネ代表
サッカースコーネ代表（サッカースコーネだいひょう、英: Skåneland national football team）は、スウェーデン南部イェータランドにあるスコーネ地方におけるサッカーの選抜チーム。スウェーデンの一地方の選抜チームであり、欧州サッカー連盟(UEFA)や国際サッカー連盟(FIFA)に加盟していないため、UEFA欧州選手権やFIFAワールドカップなどの国際大会への出場資格はない。しかし、2011年4月10日にNF-Boardの暫定会員になったため、VIVAワールドカップやConIFAワールドフットボール・カップへの参加資格がある。
スカンジナビア半島の南部にあり、スコーネのみならずハッランド，ブレーキンゲ，ボーンホルム島など様々な地方の出身者・在住者で構成されている。2013年7月21日には代表結成以降、初めて試合が行われた。ドイツの南シュレースヴィヒ選抜（Southern Schleswig）との試合で0-0の引き分けだった。